# Bobby Deglané
Roberto Deglané Portocarrero (Iquique, Chile, 18 de noviembre de 1905 - Madrid, 20 de agosto de 1983), más conocido como Bobby Deglané, fue un periodista y locutor de radio hispano-chileno. A pesar de ser de origen chileno, desarrolló la mayor parte de su carrera profesional en España.

## Biografía
Llegó a la radio española en 1934 como animador de los combates de lucha libre en Barcelona y en Madrid (Circo Price).
Durante la Guerra Civil Deglané trabajó como reportero gráfico, haciendo fotografías especialmente en el Frente de Teruel desde el lado del ejército sublevado. Formó parte del primer equipo de redactores del semanario deportivo Marca, fundado en 1938 por Manuel Fernández-Cuesta Merelo.
Fue el creador de los programas-espectáculo en la radiofonía española, en especial el mítico Cabalgata fin de semana, desde 1951 y Carrusel Deportivo en 1952. 
Participó también en películas como Historias de la radio, de José Luis Sáenz de Heredia. Desde los micrófonos de Radio España, fue uno de los principales artífices de la caravana de socorro a las víctimas de las graves inundaciones que ocurrieron en Sevilla el 25 de noviembre de 1961. Esta campaña, que sería conocida como «Operación Clavel», provocó la ira del gobernador civil de Sevilla Hermenegildo Altozano Moraleda, quién le ordenó abandonar Sevilla inmediatamente bajo la amenaza de detenerle.
Bobby Deglané se convirtió en uno los locutores de radio más famosos de la España franquista. En 1967 se nacionalizó ciudadano español. Falleció en Madrid en 1983 a causa del proceso linfático irreversible que sufría y está enterrado en la localidad de Arenas de San Pedro (Ávila).
Tiene calles nombradas en su honor en Sevilla, Ponferrada (León), y en Madrid, en el barrio de El Cañaveral.